# Charles Frake
Charles O. Frake (ur. 9 maja 1930, zm. 16 września 2021) – amerykański antropolog, profesor Uniwersytetu Stanu Nowy Jork w Buffalo.
Specjalizował się w dziedzinie antropologii kognitywnej i lingwistyki antropologicznej. Stopień doktora uzyskał w 1955 na Uniwersytecie Yale. Od 1986 był członkiem National Academy of Sciences.